# Feldstein (Baumaterial)

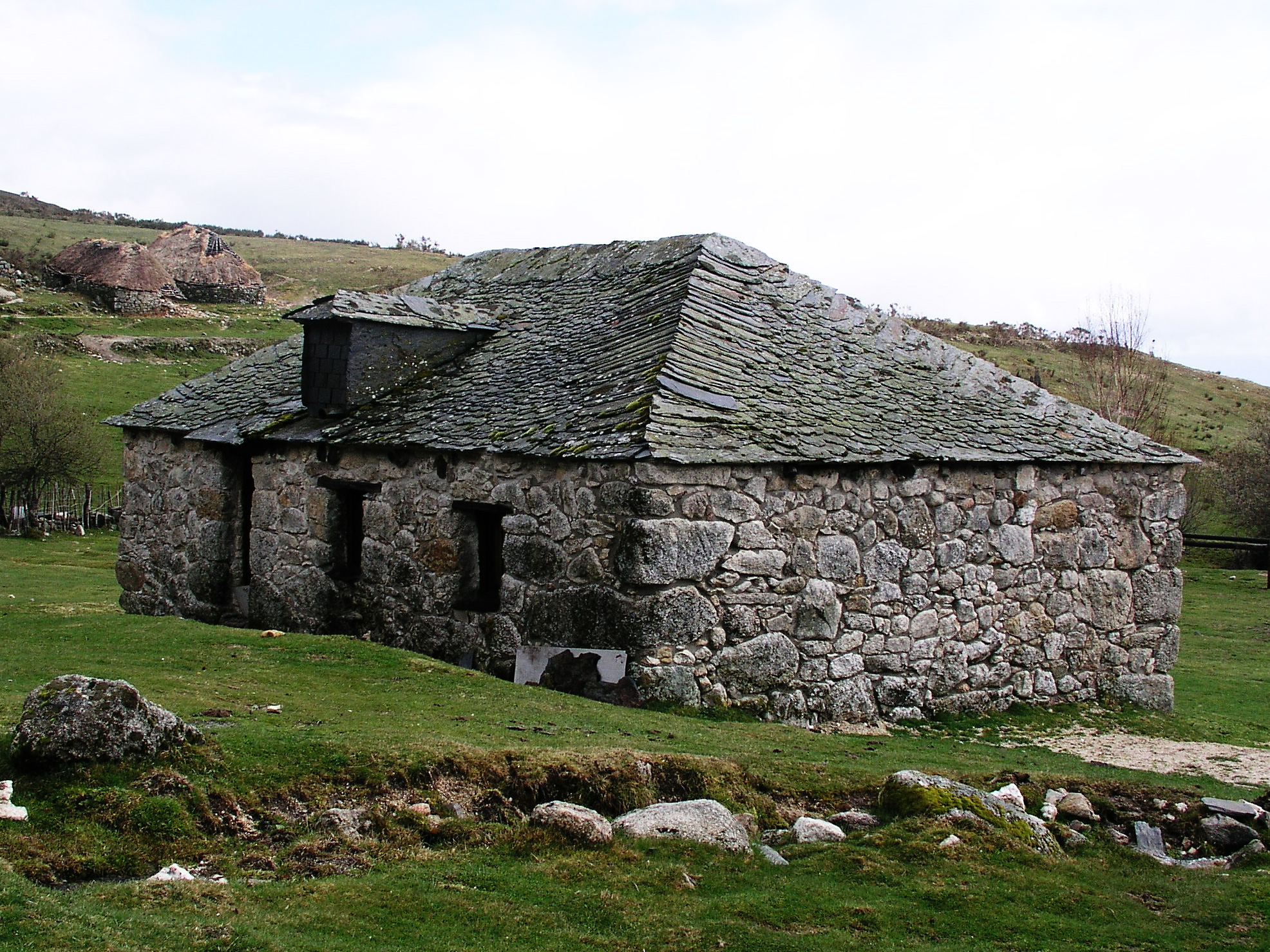
Feldsteinbauwerk in Campo del Agua (Spanien)

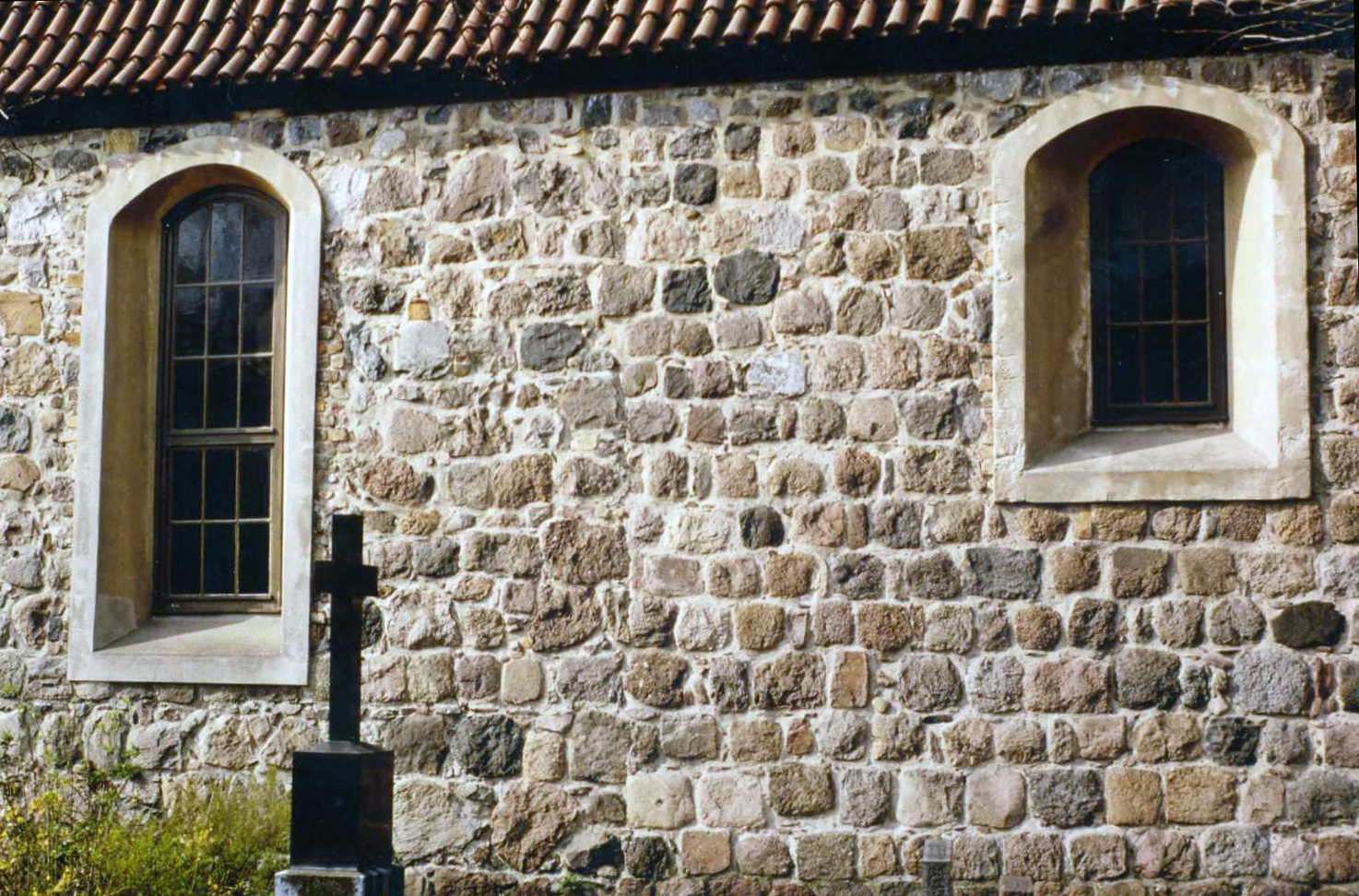
Mauerwerk der Dorfkirche Giesensdorf mit sorgfältigen zugerichteten Bausteinen rechts und weniger sorgfältig gequaderten Steinen links, die als Feldsteine hierfür gesammelt wurden

Der Begriff Feldstein bezeichnet in der Architektur und im Bauwesen einen Baustoff aus Naturstein, deren Einzelstücke selten Kanten haben und mit Werkzeugen nicht zugerichtet sind. Sie finden Verwendung zum Zwecke des Feldsteinbaus;. Feldsteine sind von den ähnlich aussehenden Bruchsteinen zu unterscheiden. Erstere werden mit ihrer Form in der Natur vorgefunden, letztere entstehen künstlich als Bruchmaterial aus Steinbrüchen oder fallen bei der Bearbeitung von Werksteinen an und sind daher im Gegensatz zu Feldsteinen relativ scharfkantig.
Feldsteine sind meist Lesestein und untergeordnet auch im Tagebau („Steingruben“) gewonnene Geschiebe aus eiszeitlichen Lockergesteinen Nordostdeutschlands, den Blockpackungen des Baltischen Landrückens. Feldsteine als Lesesteine sind auf Wiesen, Weiden und Äckern liegende Steine und Blöcke, die abgelesen und an den Feldrändern gesammelt oder auch abgefahren werden. Im nördlichen Mittel- und Osteuropa sind sie durch den glazialen Transport meist gut gerundet und lassen sich in der Regel nicht schichten, sondern wurden in Feldsteinhaufen und -wällen gesammelt. In den Regionen, die mit eiszeitlichen Lockergesteinen bedeckt sind, bilden die Feldsteine die einzigen Festgesteine. Sie dienten in diesen Regionen häufig als Baumaterial. Dabei wurden auch Steine aus Großsteingräbern verwendet und die Grabanlagen zerstört.

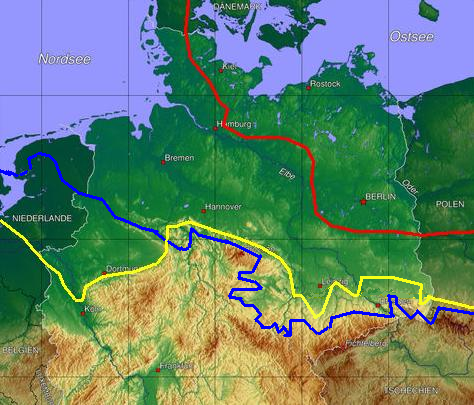
Schematische Darstellung der maximalen Gletschervorstöße der drei letzten Kaltzeiten im norddeutschen Tiefland:
‣ rote Linie = Eisrandlage der Weichsel-Kaltzeit;
‣ gelbe Linie = Eisrandlage der Saale-Kaltzeit;
‣ blaue Linie = Eisrandlage der Elster-Kaltzeit.
Feldsteine können nur in Eiszeitgebieten auftreten, vor allem in den jüngeren, also letzten (gelbe und rote Linie).

## Herkunft der Feldsteine
Die Feldsteine sind Geschiebe, die von den eiszeitlichen Gletschern aus Skandinavien heran transportiert wurden und beim Abschmelzen der Gletscher abgelagert wurden. Durch den glazialen Transport sind sie meist gut gerundet. Der Anteil an metamorphen und magmatischen Gesteinen ist entsprechend dem Anstehenden im skandinavischen Ursprungsgebiet meist sehr hoch; Sedimentgesteine sind daher sehr untergeordnet vertreten. Durch Verwitterung, Erosion und durch bodenmechanische Vorgänge, aber auch durch die Bodenbearbeitung, wurden und werden sie an die Erdoberfläche gebracht.
Sie sind in den eiszeitlichen Lockergesteinen jedoch nicht gleichmäßig verteilt. Man findet Feldsteine zum Beispiel häufig auf Grundmoränen oder Endmoränen. Vor der Kolonisation dieser Gebiete Nordostdeutschlands (Brandenburg, Mecklenburg-Vorpommern, Sachsen-Anhalt) im 12. und 13. Jahrhundert waren viele Gegenden buchstäblich von Feldsteinen übersät, die bei der Urbarmachung geräumt werden mussten.

## Feldsteine als Baumaterial
Viele Kirchenbauten der Vorromanik und der Frühromanik – vor allem in ländlichen Regionen (z. B. St-Ferréol-de-la-Pave u. a.) – sind aus nur wenig behauenen Feld- oder Bruchsteinen erbaut. Bei säkularen Bauten wie Burgen, Zehntscheuern, Wohnhäusern etc. hielt diese Tradition länger an.

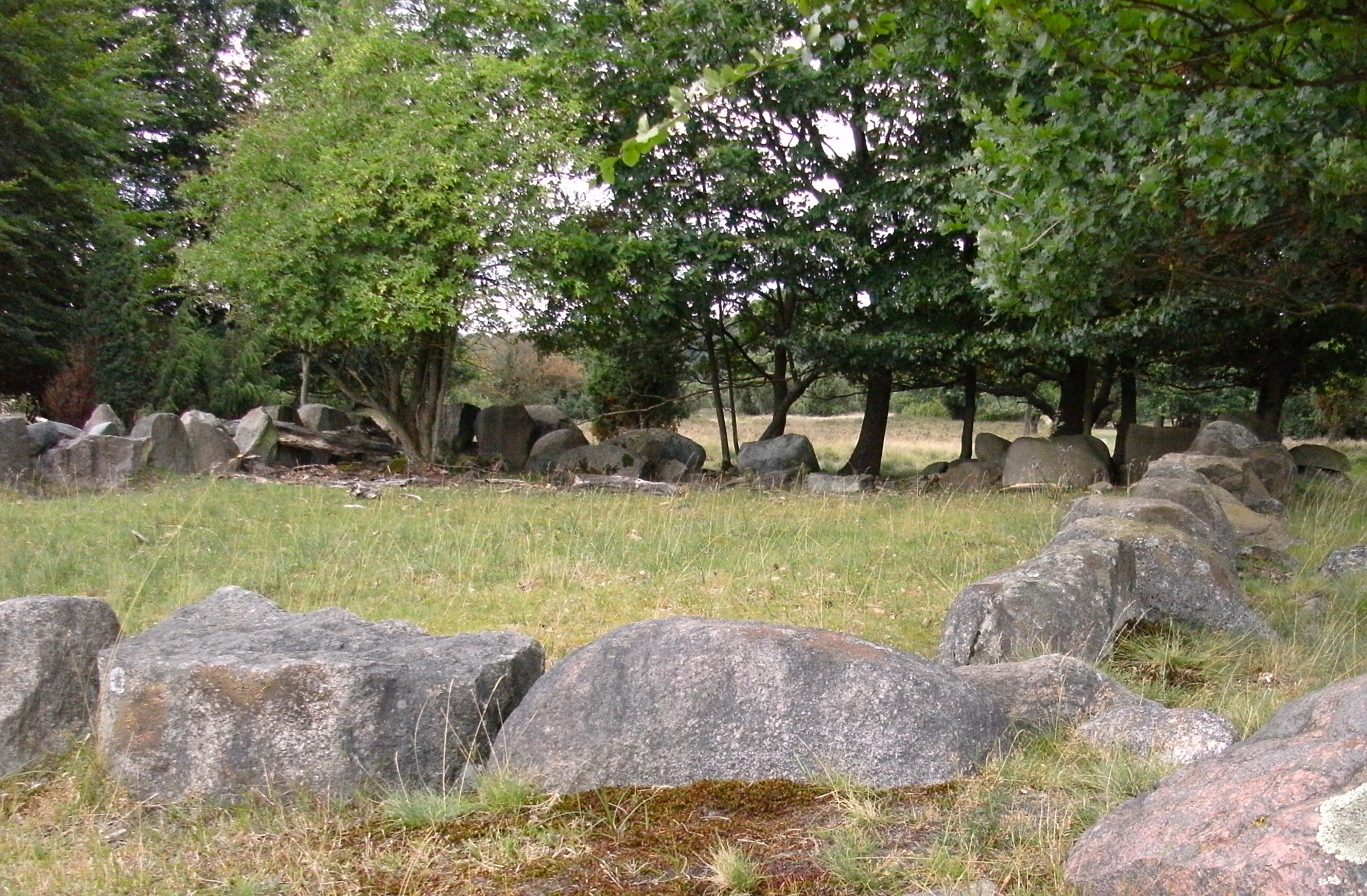
Feldsteinfundament eines zerstörten Schafstalls in der Lüneburger Heide

In Brandenburg (einschließlich der Neumark), Sachsen-Anhalt, Mecklenburg, Pommern, Schleswig-Holstein und Niedersachsen wurden Feldsteine insbesondere im 12. bis 15. Jahrhundert zum Bau von Feldsteinkirchen verwendet. Die Schauseite wurde anfangs zu Quadern geschlagen. Bei späteren Bauten wurden meist nur noch gespaltene Feldsteine verwendet. Bauwerke aus unregelmäßigem Mauerwerk wurden verputzt und mit eingeritztem, regelmäßigem Fugennetz versehen, wie es an vielen Dorfkirchen in der Altmark nachgewiesen ist. Auch zum Bau der mittelalterlichen Städte wurden große Mengen an Feldsteinen benötigt (Mauern, Häuser, Straßen).
Im 19. Jahrhundert wurden Feldsteine in Brandenburg und im nördlichen Sachsen-Anhalt auch zum Bau von Häusern (z. B. von landwirtschaftlichen Gebäuden) oder von Einfriedungsmauern verwendet. Allerdings wurden sie nicht zu Quadern geschlagen, sondern nur noch ein- oder zweimal gespalten und die Außenflächen der Mauern dann „verzwickelt“, d. h. die Lücken zwischen den Steinen mit Gesteinssplittern ausgefüllt.
Im 19. und noch zu Beginn des 20. Jahrhunderts wurden Feldsteine im großen Stil zum Bau der Chausseen verwendet, wobei sie zu Prellsteinen und Pflastersteinen verarbeitet wurden. In der Uckermark wurden dazu Feldsteine sogar aus den Moränen in  „Steingruben“ oder „Findlingsgräbereien“ abgebaut. Ferner nutzen auch Kiesbaggereien und Schotterwerke in Norddeutschland jene Lagerstätten. In dieser Zeit gab es in Deutschland zahlreiche Gewinnungsbetriebe in den damaligen Provinzen Ostpreußen, Westpreußen, Brandenburg, Pommern und Posen. Bedeutenden Abbau gab es beispielsweise im ehemaligen Kreis Angerburg und durch die früheren Uckermärkischen Steinwerke mit ihren Betriebsstätten in Fürstenwerder bei Prenzlau sowie in Feldberg.

## Naturschutz und Naturdenkmal

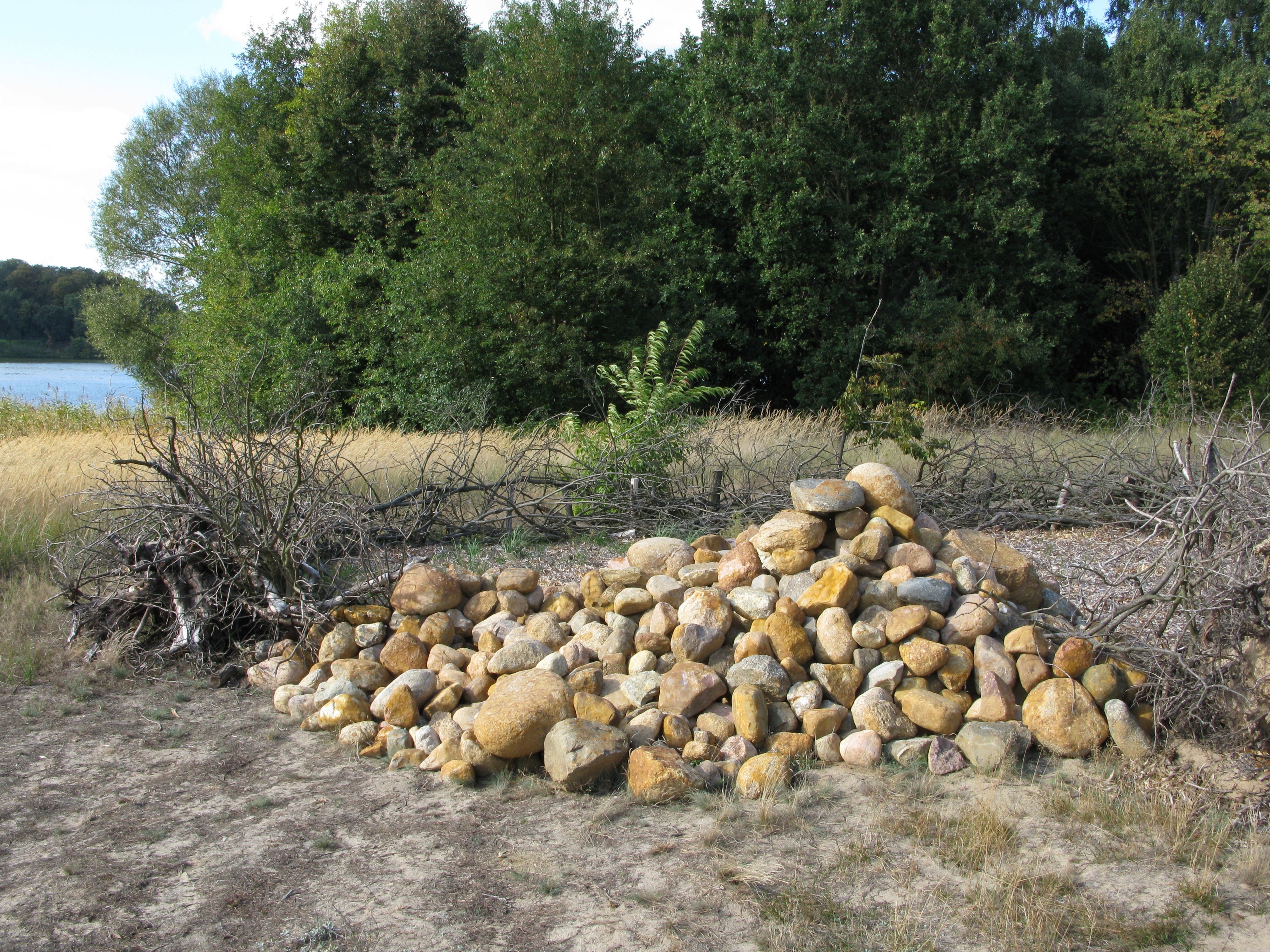
Lesesteinhaufen im Naturschutzgebiet Sacrower See (Potsdam)

Feldsteinhaufen gelten wegen der Wärmespeicherung und der Hohlräume als seltene beziehungsweise wertvolle Lebensräume und sind daher in Brandenburg, Schleswig-Holstein und Niedersachsen naturschutzrechtlich geschützt, da sie ein bedeutender Lebensraum für Reptilien, Insekten und Pflanzen sind. Oftmals entwickelt sich aus einem Feldsteinhaufen auch ein kleines Gehölz oder Gebüsch.